# Sierra del Perdón
Sierra del Perdón (baskicky Erreniega) je pohoří v severovýchodním Španělsku, v regionu Navarra. Nachází se přibližně 13 km jižně od města Pamplona a 10 km severně od města Puente la Reina; je to rozvodí řek Arga, Lobo a Elorza. Nejvyšší vrchol pohoří dosahuje výšky 1039 m. 
Původní název ve španělštině byl přejat z baskického Reniega nebo Erreniega. Současný název získalo pohoří díky hospicu, který nesl od 15. - 16. století jméno Panny Marie. Přestože byl hospic zbořen ve století devatenáctém, přídomek perdón - odpuštění, se vžil a byl podobně jako tomu bylo u jiných míst v Navaře užíván pro označení místa. 
Toto pohoří je severní geologickou hranicí pánve řeky Ebro; jak na západní tak i na východní straně přechází v další horské hřebeny. 
Severní i jižní strana tohoto pohoří jsou zalesněné nízkými dřevinami. Vrcholky pohoří jsou holé. Horským sedlem s názvem Alto del Perdón prochází kolmo přes pohoří Svatojakubská cesta. Z vrcholků Alto del Perdón je dostupný výhled na velkou část regionu Navarra, včetně města Pamplona a podhůří Pyrenejí. 
Na samotném hřebenu je umístěno zhruba 40 větrných elektráren. Větrný park byl vybudován v letech 1994-2008 a ve své době představoval pilotní projekt pro region Navarra v oblasti obnovitelných zdrojů. 